# Murmidius rectistriatus
Murmidius rectistriatus là một loài bọ cánh cứng trong họ Cerylonidae. Loài này được Lewis miêu tả khoa học năm 1888.